# 临时文件
临时文件是电子计算机为临时存储信息而创建的文件。计算机程序出于各种目的會创建臨時文件，例如当程序无法为其任务分配足够的内存时就會創建臨時文件。臨時文件作用不大，可以定期清理。